# Croce del Tesoro di San Giovanni
La Croce del Tesoro di San Giovanni è un esempio di oreficeria rinascimentale, scolpita in lamina d'argento, cesellata e smaltata da Betto di Francesco Betti, Antonio del Pollaiolo e Miliano di Domenico Dei tra il 1457 e il 1459 circa. L'opera, alta due metri e larga 90 cm, è conservata nel Museo dell'Opera del Duomo di Firenze.

## Storia
La croce-reliquiario venne commissionata dall'Arte di Calimala per il Battistero di Firenze per custodire un frammento della Vera Croce che, secondo la leggenda, era stato donato alla città da Carlo Magno al vescovo Turpino (una figura non provata storicamente).
Esiste una documentazione piuttosto esauriente che testimonia la commissione dell'opera, nata probabilmente per rivaleggiare con la croce dorata fatta eseguire dall'Arte della Lana per contenere una reliquia analoga in Duomo, nel 1455. I lavori vennero affidati nel 1457 a tre artisti: Antonio del Pollaiolo, Miliano Dei e Betto di Francesco.
Nel 1459 è registrato il pagamento di 3036 fiorini (dei quali 2002 furono consegnati al solo Antonio del Pollaiolo e 1030 a Betto di Francesco Betti) per l'opera. Il 13 gennaio 1459 era stata esposta, sopra il dossale argenteo del Battistero, per la festa del Dono e poi di nuovo il 24 giugno, festa di San Giovanni. Nel 1468 però un documento ricorda Antonio del Pollaiolo al lavoro sulla croce (per un restauro?  per modifiche?). Probabilmente entro la fine del XV secolo la Croce perse infatti la sua funzione di reliquiario (il frammento del legno sacro si trova oggi in un apposito reliquiario eseguito nel 1702), diventando un ostensorio, con l'aggiunta del Crocifisso, al posto forse di una teca di cristallo, e delle statuette laterali.
Nel 1475 è ricordata da Pietro Cennini, che la vide esposta con il resto del Tesoro durante i festeggiamenti di San Giovanni. Venne poi citata da Vasari (che la elogiò molto, nelle Vite dei fratelli Pollaiolo), Bocchi e Baldinucci.
Nel Settecento viene fatto un inventario del Tesoro da Gori, preposto del Battistero, che assegna alla croce un posto di rilievo. Con la soppressione leopoldina delle Arti di Firenze (1770), l'opera, in quanto appartenente all'Arte che l'aveva commissionata, passò al governo granducale, che la destinò in un primo tempo alla Camera di Commercio di Firenze, per poi passare all'Opera di Santa Maria del Fiore, dove fu custodita fino all'apertura del museo nel 1881.
Dal 1891 la Croce, ormai musealizzata, non è più esposta durante la festa di San Giovanni, nonostante le proteste di allora della Commissione ecclesiastica e dei fiorentini.

## Descrizione

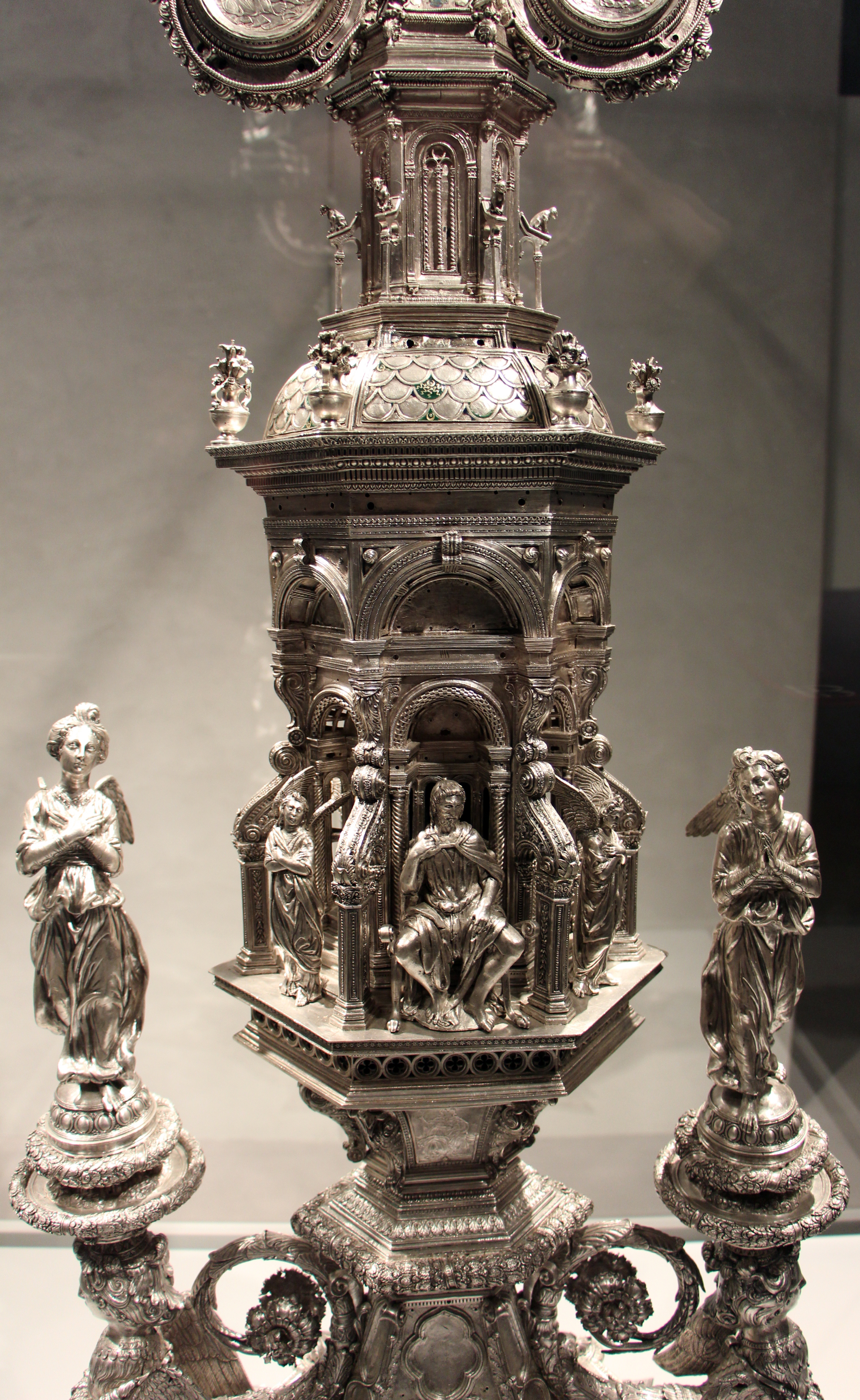
Il tempietto

La Croce-ostensorio è composta da tre parti principali distinte: il Crocifisso, in alto, il fusto, con i bracci che reggono due statuette dei Dolenti, e la base, con due bracci che reggono altrettante statuette di angeli. Si pensa che la parte superiore sia di Berto di Francesco Betti, mentre quella inferiore dal Pollaiolo con l'aiuto di Miliano Dei, anche se alcuni individuano in Dei un semplice "manager" e coordinatore dell'opera. Alcuni studiosi hanno espresso dubbi sulla paternità del Cristo Crocifisso e sulle statuette nei bracci della base, attribuite anche a Bernardo Cennini o Luca della Robbia.

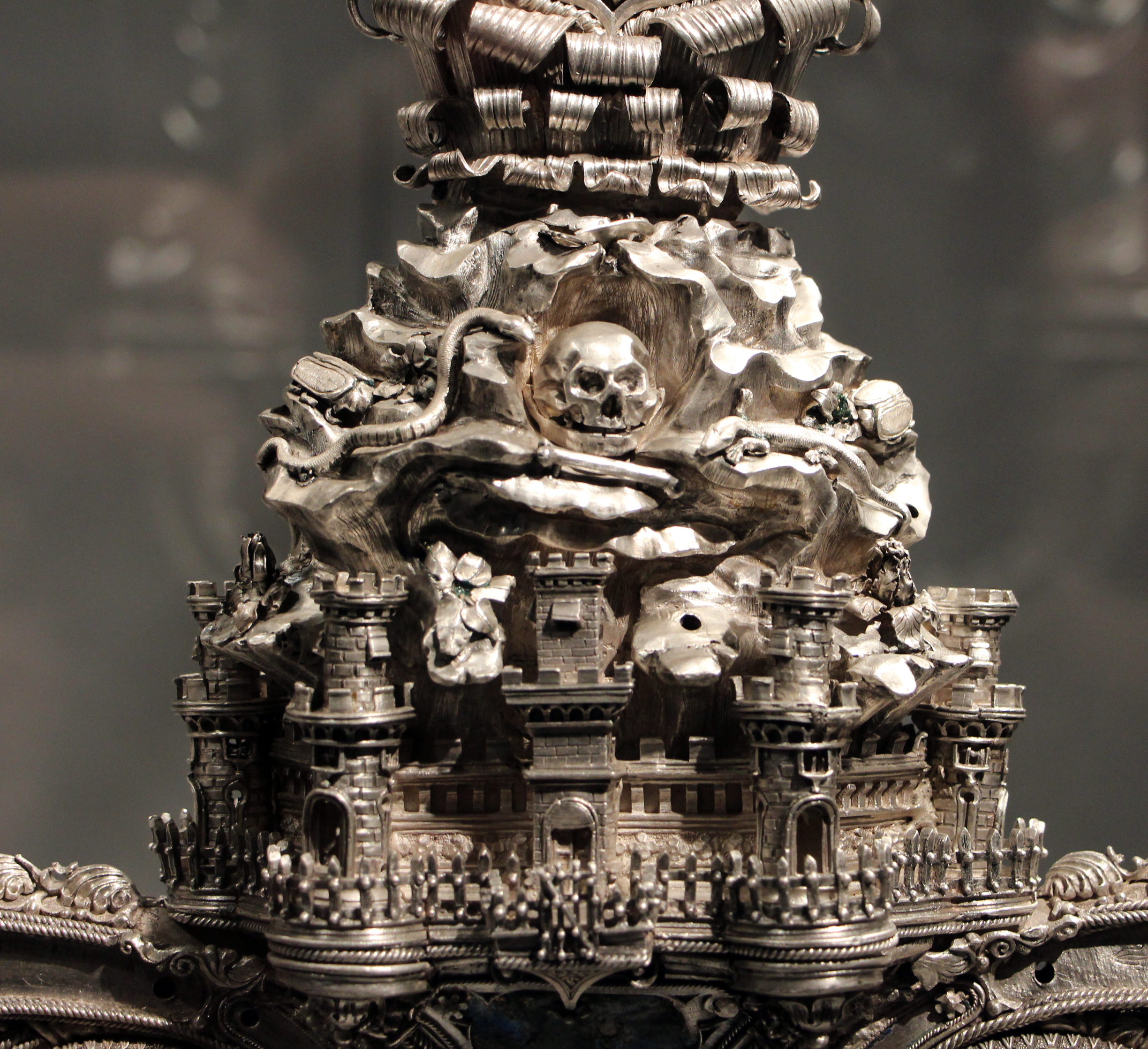
La base del Calvario e la Gerusalemme

La faccia anteriore del crocifisso ha quattro smalti alle estremità dei bracci (l'Eterno in alto, la Vergine a sinistra, San Giovanni a destra e la Maddalena in basso. All'intersezione dei bracci, dietro la testa del Cristo, si trova lo smalto del Pellicano che dà le sue carni per sfamare i figli, simbolo del sacrificio, mentre a metà del braccio, dietro i piedi della statuetta, si trova uno smalto di Santo. La faccia posteriore mostra ai bracci i quattro evangelisti, all'intersezione l'Agnus Dei ed a metà del braccio inferiore San Giovanni Battista nel deserto. Alla base della croce si trova un calvario a rilievo, circondato dalle mura di un castello in miniatura  (simbolo idealizzato di Gerusalemme) e popolato da serpi e da un teschio.
Più sotto i due bracci con le statuette della Vergine e di San Giovanni apostolo sono raccordati al fusto da due volute, con contengono altrettanti smalti, raffiguranti Santi e un'Annunciazione.
Più in basso il fusto è decorato da un tempietto a base circolare con le figure di San Giovanni in trono e angeli. Questa decorazione riprende la forma della lanterna della cupola di Santa Maria del Fiore, in costruzione proprio in quegli anni, come si trova in altre numerose oreficerie dell'epoca, e testimonia l'osmosi di modelli e riferimenti tra discipline artistiche differenti.
Alla base del piede si appoggiano due arpie a tutto tondo che reggono sulla testa altrettante figurette di angeli. La base è decorata da rilievi a cesello, raffiguranti il Battesimo di Cristo, i Dottori della Chiesa, Mosè, le Virtù teologali, la Temperanza, due Angeli e alcuni stemmi dell'Arte di Calimala, composti dall'aquila che tiene tra gli artigli un torsello, cioè una balla di stoffe.